# Kalonýktis
Kalonýktis ou Kaloníktis, en grec moderne : Καλονύκτης, jusqu'en 1940 Kaloníkti (Καλονύκτη) ou Kal(l)onýchtis, Kallonýktis, Kalonýkti (Καλ(λ)ονύχτης ή Καλλονύκτης ή Καλονύκτι), est un village du dème de Réthymnon, en Crète, en Grèce. Selon le recensement de 2011, la population de Kaloníktis compte 222 habitants. Le village est situé à une altitude de 270 m et à 15 km de Réthymnon.

## Recensements de la population
| Recensements | 1581 | 1583 | 1881 | 1899 | 1920 | 1928 | 1940 | 1951 | 1961 | 1971 | 1981 | 1991 | 2001 | 2011 |
| ------------ | ---- | ---- | ---- | ---- | ---- | ---- | ---- | ---- | ---- | ---- | ---- | ---- | ---- | ---- |
| Population   | 71   | 82   | 121  | 144  | 152  | 160  | 204  | 177  | 173  | 152  | 144  | 181  | 201  | 222  |